# Osphya trilineata
Osphya trilineata is een keversoort uit de familie zwamspartelkevers (Melandryidae). De wetenschappelijke naam van de soort werd in 1910 gepubliceerd door Maurice Pic.